# Bassarona dunya
Bassarona dunya is een vlinder uit de onderfamilie Limenitidinae van de familie Nymphalidae. De wetenschappelijke naam van de soort is, als Adolias dunya, voor het eerst geldig gepubliceerd in 1848 door Edward Doubleday.

## Andere combinaties
- Euthalia dunya